# Pendarus palustris
Pendarus palustris är en insektsart som beskrevs av Sanders och Delong 1923. Pendarus palustris ingår i släktet Pendarus och familjen dvärgstritar. Inga underarter finns listade i Catalogue of Life.